# Raymond Fee
Raymond Fee   (Saint Paul, 12 de gener de 1903 - comtat de Collier, 2 de juny de 1983), sovint conegut com a Ray Fee, va ser un boxejador estatunidenc que va competir durant la dècada de 1920.
El 1924 va prendre part en els Jocs Olímpics de París, on guanyà la medalla de bronze de la categoria del pes mosca, en perdre en semifinals contra James McKenzie i guanyar el combat per la medalla de bronze a Rinaldo Castellenghi.
Com a professional sols va disputar un combat, que va perdre, el 1925.